# Выборы в Конституционное собрание Перу (1992)
Выборы в Демократическое конституционное собрание Перу прошли 22 ноября 1992 года после конституционного кризиса 5 апреля 1992 года, вызванного роспуском парламента и судейской власти президентом Альберто Фухимори и принятием всей полноты власти в стране. Партия Камбио 90 получила наибольшее чило мест, заняв 44 из 80 мест Конгресса.
Конгресс подготовил новую Конституцию в 1993 году, которая была одобрена в том же году на референдуме. По новой Конституции президент имел право на переизбрание, а парламент стал однокамерным.

## Результаты
| Партия                                    | Голоса     | %    | Места |
| ----------------------------------------- | ---------- | ---- | ----- |
| Камбио 90                                 | 3 040 552  | 49,2 | 44    |
| Христианская народная партия              | 602 110    | 9,8  | 8     |
| Независимый моральный фронт               | 437 908    | 7,7  | 7     |
| Движение обновления                       | 435 414    | 7,1  | 6     |
| Демократическое левое движение            | 338 746    | 5,5  | 4     |
| Демократическая координация               | 326 219    | 5,3  | 4     |
| Национальный фронт рабочих и крестьян     | 237 162    | 3,8  | 3     |
| Фронт сельского народа Перу               | 169 303    | 2,7  | 2     |
| Солидарность и демократия                 | 126 189    | 2,0  | 1     |
| Независимое сельскохозяйственное движение | 105 703    | 1,7  | 1     |
| Недействительных/пустых бюллетеней        | 1 910 255  | -    | -     |
| Всего                                     | 8 086 312  | 100  | 80    |
| Зарегистрированных избирателей/ Явка      | 11 339 756 | 71,3 | -     |
| Источник: Jurado Nacional de Elecciones   |            |      |       |